# Ǵoko Hadžievski
Ǵoko Hadžievski (en macédonien : Ѓоко Хаџиевски) est un footballeur macédonien né le 31 mars 1955. Il évoluait au poste de milieu de terrain. Après sa carrière de joueur, il se reconvertit comme entraîneur, poste où il officie pendant de nombreuses années.

## Biographie
Il officie comme sélectionneur de l'équipe de Macédoine entre 1996 et 1999.

## Palmarès d'entraîneur
- Champion de Macédoine en 1993, 1994, 1995, 2002 et 2003 avec le Vardar Skopje
- Vainqueur de la Coupe de Macédoine en 1993 et 1995 avec le Vardar Skopje
- Vainqueur de la Coupe de République de Macédoine en 1992 avec le Vardar Skopje
- Vainqueur de la Supercoupe du Japon en 2000 avec le Júbilo Iwata
- Champion d'Azerbaïdjan en 2009 avec le FB Bakou